# احمد نیهاد
احمد نیهاد (ترکی عثمانی: احمد نیهاد؛ ۵ ژوئیه ۱۸۸۳–۴ ژوئن ۱۹۵۴) یک شاهزاده عثمانی، پسر شاهزاده محمد صلاح الدین و نوه سلطان مراد پنجم بود. او سی و هشتمین سردودمان خاندان عثمانی از سال ۱۹۴۴ تا ۱۹۵۴ بود.

## سال‌های اول
احمد نیهاد در ۵ ژوئیه ۱۸۸۳ در کاخ چراغان به دنیا آمد. پدرش شاهزاده محمد صلاح الدین پسر سلطان مراد پنجم و رفتاردل خانم بود، و مادرش نازک‌ناز خانم نام داشت. او یک خواهر به نام بهیه سلطان داشت که دو سال از او بزرگتر بود. احمد نیهاد تمام دوران کودکی و اوایل بزرگسالی خود را در قصر چراغان گذراند. این کاخ به عنوان یک اقامتگاه اجباری برای پدربزرگش سلطان مراد بود که در سال ۱۸۷۶ از سلطنت خلع، و برادرش سلطان عبدالحمید دوم، جایگزین شده وی شده بود. محدودیت‌های اعمال شده بر سلطان سابق شامل تمام خانواده او شد و تا زمان مرگ او در سال ۱۹۰۴ پابرجا بود. وی در سال ۱۸۹۱ همراه با شاهزاده محمد عبدالقادر، شاهزاده احمد نوری و شاهزاده محمد برهان الدین، پسران سلطان عبدالحمید ختنه شد.
احمد نیهاد پس از مرگ پدربزرگش، حبس اجباری خود در کاخ چراغان را ترک کرد و در ویلای پدرش در فنریولو ساکن شد. او سپس به عمارت خود واقع در نزدیکی کاخ چراغان نقل مکان کرد. وی همچنین از توفیق فکرت درس نقاشی و تاریخ فراگرفت. زبان فرانسوی را از فریدون بیگ آموخت که استاد کالج رابرت و پسر نگار خانم (شاعر) بود. او همچنین در ویلای پدرش در کاخ بیلربیی زندگی می‌کرد. احمد نیهاد در سال ۱۹۱۸ به عنوان سرهنگ پیاده‌نظام در ارتش عثمانی خدمت می‌کرد.

## زندگی شخصی
همسر اول احمد نیهاد سفیرو خانم بود. او در ۱۵ اوت ۱۸۸۴ در ازمیر به دنیا آمد. آنها در ۷ فوریه ۱۹۰۲ در کاخ چراغان، در دوران حبس خانواده سلطان مراد ازدواج کردند. وی در ۳ اکتبر ۱۹۰۳، تنها پسرشان، شاهزاده علی واصب را به دنیا آورد، یک سال قبل از پایان مصیبت آنها در کاخ چراغان در سال ۱۹۰۴. سفیرو خانم در مارس ۱۹۲۴، احمد و پسرشان را در تبعید همراهی کرد و در ۱۵ نوامبر ۱۹۷۵ در اسکندریه مصر درگذشت.
همسر دوم او نزیهه خانم بود. وی در سال ۱۸۹۰ در چرکسیه به دنیا آمد. مادرش فاطمه شازنده خانم بود که رئیس کلفای حرمسرای سلطان مراد بود. آنها در سال ۱۹۱۶ پس از ازدواج نیهاد با نوورستان، خواهر ناتنی‌اش، از هم جدا شدند. او سپس با علی فهمی دوغروزوز، افسر عثمانی ازدواج کرد و صاحب یک پسر به نام فریدون دوغروزوز شد. در سال ۱۹۳۴، طبق قانون نام خانوادگی، نام خانوادگی «دوغروسوز» را برگزید و در ۲۴ نوامبر ۱۹۷۲ در استانبول درگذشت.
همسر سوم او خانم نوورستان بود. او در سال ۱۸۹۳ در آداپازاری به دنیا آمد. پدرش طاهر بیگ آتزامبا، افسر آبخازی در ارتش عثمانی و مادرش فاطمه شازنده خانم بود. وی یک برادر به نام عزیز بیگ داشت. فاطمه شازنده دو بار ازدواج کرده بود و طاهر شوهر دوم او بود که خواهرخوانده نورستان نزیهه شد. آنها در ۱۰ آوریل ۱۹۱۵ ازدواج کردند. در مارس ۱۹۲۴نیهاد را در تبعید همراهی نمود. هنگامی که در سال ۱۹۵۲ به اعضای زن خاندان عثمانی اجازه بازگشت به ترکیه داده شد، نوورستان به استانبول نقل مکان کرد. طبق قانون نام خانوادگی، او نام خانوادگی «عثمان اوغلو» را انتخاب کرد. وی در سال ۱۹۸۳ درگذشت.

## تبعید
در تبعید خانواده امپراتوری در مارس ۱۹۲۴، احمد نیهاد، دو همسر و پسرش، ابتدا به بوداپست مجارستان، سپس به نیس فرانسه رفتند. آنها در ویلای او در بلوار کارتن زندگی می‌کردند. سپس به بیروت لبنان نقل مکان کردند و او تا پایان عمر در آنجا زندگی کرد.
احمد نیهاد در اوت ۱۹۴۴ پس از مرگ عبدالمجید دوم، رئیس خانواده امپراتوری تبعیدی شد. در جلسه‌ای که در خانه شاهزاده عمرو ابراهیم برگزار شد، کتباً از تصمیمات شورا مطلع شد. اما شاهزاده عمر فاروق او را به عنوان سرپرست خانواده نپذیرفت. از سوی دیگر همسرش صبیحه سلطان از تصمیم شورا حمایت کرد و انتخاب رهبر را تأیید کرد. فقط نوه‌های سلطان عبدالعزیز، شکریه سلطان، مهری‌شاه سلطان و محمد عبدالعزیز در کنار عمر فاروق قرار گرفتند. به گفته نسل‌شاه سلطان، احمد نیهاد فردی صادق، ملایم و مؤدب بود، اما تمام روز را روی صندلی نشسته و هیچ کاری انجام نمی‌داد. ضمن اینکه او ظرفیت ایفای چنین نقشی را نداشت. به گفته او، عمر فاروق از سوی دیگر، که همیشه به مشکلات همه افراد خانواده رسیدگی می‌کرد، خود را سرپرست خانواده می‌دید.
در سال ۱۹۴۵ دچار سکته مغزی گردید که باعث معلولیت او شد. وی آخرین روزهای زندگی خود را در خانه‌ای ساده و روی مبلی که با قالیچه پوشانده شده بود، گذراند که به عنوان تخت خوابش استفاده می‌شد. تنها زیور اتاق پرچم ترکیه بود که به دیوار آویزان شده بود. او اغلب بندر را تماشا می‌کرد و بررسی می‌کرد که آیا کشتی حامل پرچم ترکیه وارد بندر شده‌است یا خیر. وقتی می‌دید به اسکله می‌رفت تا پرچم را از نزدیک تماشا کند.

## مرگ
احمد نیهاد در ۴ ژوئن ۱۹۵۴ درگذشت و در مسجد سلطان سلیم، دمشق، سوریه به خاک سپرده شد.